# Journal of the National Cancer Institute
Journal of the National Cancer Institute is een internationaal, aan collegiale toetsing onderworpen wetenschappelijk tijdschrift op het gebied van de oncologie. Het wordt uitgegeven door Oxford University Press en verschijnt tweewekelijks. Het eerste nummer verscheen in 1940.